# Камерный оркестр
Ка́мерный орке́стр — небольшой коллектив (обычно, 4-12 человек), исполняющий камерную музыку.
До появления симфонических оркестров (в XIX веке) были фактически единственным типом оркестрового коллектива (исключение здесь составляют некоторые оперные и ораториальные партитуры XVII-XVIII веков, включающие орган или расширенный состав духовых и ударных инструментов, в том числе оперы Клаудио Монтеверди, оратории Георга Фридриха Генделя и др.). Начиная с XVII века, камерные оркестры часто имелись на дворах герцогов и других дворян, которые могли позволить себе содержать маленький оркестр. Так, например, Иоганн Себастьян Бах с 1703 года был скрипачом в камерном оркестре герцога Иоганна Эрнста III.
В XIX веке камерные оркестры постепенно вытесняются симфоническими.
В XX веке камерные оркестры снова получают распространение — не в последнюю очередь как реакция на огромные составы позднеромантических оркестров (например, увеличенные оркестровые составы в партитурах Рихарда Вагнера, Антона Брукнера, Густава Малера, Рихарда Штрауса, Александра Скрябина).
Произведения для камерного оркестра в XX веке писали Арнольд Шёнберг (Камерная симфония № 1), Алан Хованесс («Анахид», фантазия для камерного оркестра, Симфония № 6 для камерного оркестра), Николай Мясковский, Борис Чайковский (Камерная симфония / 1967), Моисей Вайнберг (Камерные симфонии № 1 - 4), Альфред Шнитке (Концерт № 3 для скрипки с оркестром) и др.
Среди известных камерных оркестров XX века — Академия Святого Мартина в полях (из руководителей наиболее известен Нэвилл Марринер), Литовский камерный оркестр (среди руководителей — Саулюс Сондецкис), Виртуозы Москвы (под управлением Владимира Спивакова), Казанский государственный камерный оркестр La Primavera (под управлением Рустама Абязова) Архивная копия от 2 марта 2022 на Wayback Machine
Разновидностью камерного оркестра является барочный оркестр. Слово «барочный» указывает на репертуарную специализацию такого камерного оркестра (музыка XVII—XVIII веков) и на принадлежность (в инструментарии, в технике исполнительства, в понимании общих стилевых принципов) к движению аутентичного исполнительства.